# Scolioneura vicina
Scolioneura vicina är en stekelart som beskrevs av Friedrich Wilhelm Konow 1894. Scolioneura vicina ingår i släktet Scolioneura, och familjen bladsteklar. Arten är reproducerande i Sverige.